# Imparfinis parvus
 Imparfinis parvus és una espècie de peix de la família dels heptaptèrids i de l'ordre dels siluriformes.
Els adults poden assolir 8 cm de llargària. Es troba a Sud-amèrica: Equador.